# The Amazing Bud Powell

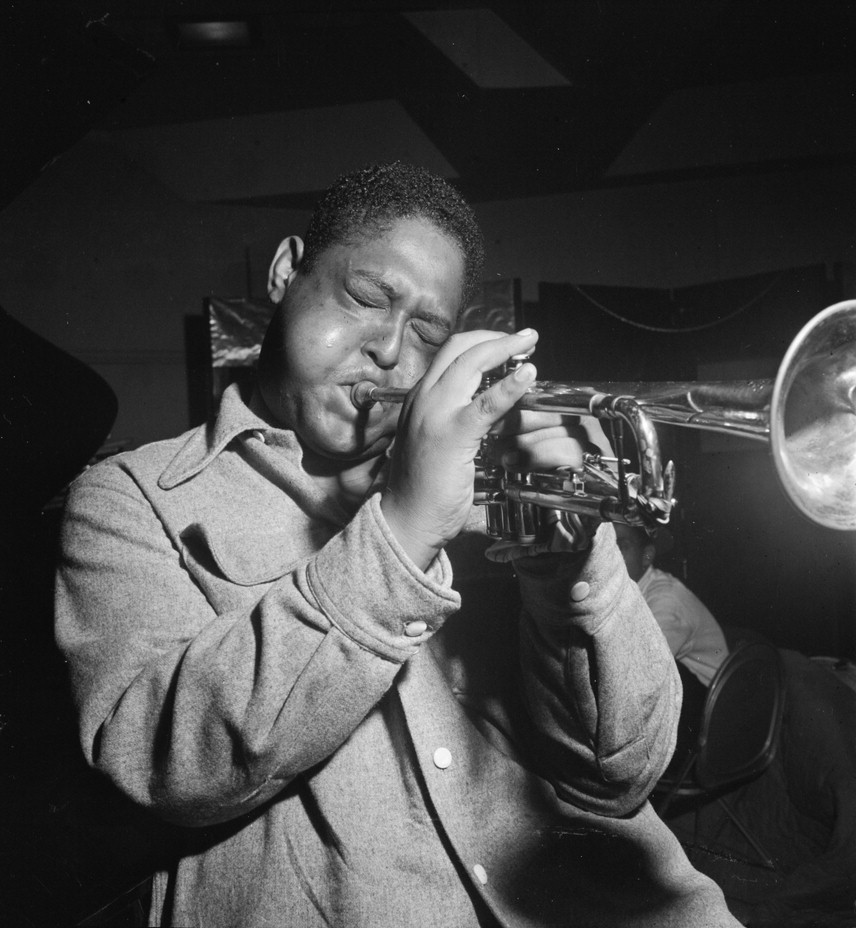
Fats Navarro, um 1947.
Fotografie von William P. Gottlieb.

The Amazing Bud Powell ist ein Jazz-Album von Bud Powell, das Material von zwei Sessions am 9. August 1949 und am 1. Mai 1951 enthält, die für das Label Blue Note Records aufgenommen, zunächst als Singles und 1951 als 10-Zoll-Langspielplatte veröffentlicht wurden. Mit weiterem Material wurde dann die Langspielplatte (im 12-Zoll-Format) The Amazing Bud Powell, Volume 1 veröffentlicht. Mit der CD-Ausgabe des Albums liegen die ersten beiden Blue Note-Sessions Powells in vollständiger Form vor.

## Das Album

### Bud Powell & His Modernists 1949
Die CD-Neuedition, die inzwischen in erweiterter Form vorliegt, enthält zunächst die Stücke, die Bud Powell mit seinem (einzigen) Quintett mit dem Trompeter Fats Navarro, dem Tenorsaxophonisten Sonny Rollins, sowie dem Bassisten Tommy Potter und dem Schlagzeuger Roy Haynes am 9. August 1949 unter dem Gruppennamen Bud Powell & His Modernists aufnahm. Es war die dritte Aufnahmesitzung des 24-jährigen Pianisten unter eigenem Namen; er war gerade nach einem längeren Aufenthalt aus dem Creedmore-Sanatorium entlassen worden, wo er auch der Elektroschock-Behandlung ausgesetzt war. Dennoch war diese Zeit danach Powells produktivste Periode, so der damals beteiligte Roy Haynes in einem Interview.
Fats Navarro und Sonny Rollins spielten lediglich bei den Modernists-Aufnahmen; dabei wurden die drei Bud Powell-Kompositionen „Bouncing with Bud“, „Wail“ und „Dance of the Infidels“ sowie Thelonious Monks „52nd Street Theme“ aufgenommen. Die Titel, die Ballade „You Go to My Head“ und der von Charlie Parker und Benny Harris geschriebene Bebop-Klassiker „Ornithology“ entstanden am gleichen Tag in Trio-Besetzung mit Tommy Potter und Roy Haynes.

### Bud Powell Trio 1951
Nach den Modernists-Aufnahmen verschwand Bud Powell für 18 Monate in einem psychiatrischen Krankenhaus. Wie prekär sein emotionaler Zustand war, deutete Alfred Lion in einem späteren Interview mit Michael Cuscuna an; er erzählte, Bud Powell sei zunächst bei der anberaumten Aufnahmesitzung verschwunden gewesen, dann erschien er plötzlich zwei Stunden später und meinte nur: „Okay, okay, we're ready, let's go!“ und nahm sogleich den ersten Take von „Un Poco Loco“ (übersetzt: „Ein bißchen verrückt“) auf. Das später entstandene Blue Note-Album war dann die erste Veröffentlichung im Jazz, die drei Varianten eines Titels enthielt; drei Takes von „Un Poco Loco“ erschienen auf dem Album; jeder der drei Versionen war länger und vollständiger als die vorherige, der master take enthielt schließlich ein Schlagzeugsolo (Roach begleitet ansonsten durch alle drei Takes mit der „Cow Bell“) und eine Wiederholung des Themas. Des Weiteren spielte Powell zwei unbegleitete Versionen von „A Night in Tunisia“ ein; mit dem nachfolgenden „It Could Happen to You“ erwies Powell seinem Vorbild Art Tatum Reverenz. Der alternate take, der zuerst entstand, wurde nach Aussage von Leonard Feather wohl wegen seines schwachen Endes zurückgewiesen; der längere master take enthält einen zusätzlichen halben Chorus. Bei der Session wurde auch der Titel „Parisian Thoroughfare“ aufgenommen, den Powell drei Monate zuvor bei seiner Session für Norman Granz eingespielt hatte (später erschienen auf dem VerveAlbum The Genius of Bud Powell). Bei diesem Titel und dem Harold-Arlen-Standard Over the Rainbow wurde Powell von dem Bassisten Curly Russell und dem Schlagzeuger Max Roach begleitet.

## Bewertung
Roy Haynes erinnerte sich an die Modernists-Session 1949, als Bud Powell am Ende der Aufnahmen sagte: „In zehn Jahren werden die Leute das spielen, was wir heute gespielt haben.“ Bob Blumenthal bemerkte zu dieser Voraussage Powells, sie sei sowohl korrekt als auch bescheiden, denn die Frontline seines Ensembles aus Trompete und Tenorsaxophon, die Interaktion der Bläsergruppe sowie die interaktive Rhythm section antizipierten den Hardbop-Stil, der den Jazz der späten 1950er Jahre dominierte.
Das Album zählt zu den wichtigsten in Bud Powells umfangreicher Diskographie; der All Music Guide vergibt ihm die höchste Bewertung.
Scott Yanow nennt es in seinem Buch Jazz on Record „full of essential music“; in Bebop: The Best Musicians and Recordings, weist Yanow insbesondere auf die Quintettstücke „Bouncing with Bud“, „52nd Street Theme“ und „Dance of the Infidels“ hin, ebenso auf die drei 1951 aufgenommenen Trio-Versionen von „Un Poco Loco“. Bob Blumenthal nennt die drei Versionen „ein rhythmisches Minenfeld über einer Latin-Basis“ und hält sie für Powells beste Komposition.
Richard Cook und Brian Morton zeichneten im „The Penguin Guide to Jazz“ die Neuedition mit der höchsten Bewertung aus.

## Editionsgeschichte
Unter dem Titel The Amazing Bud Powell veröffentlichte Blue Note Records etwa 1953 eine Langspielplatte (BLP 5003), die insgesamt 8 Titel von zwei Sessions von 1949 und 1951 enthielt. Bei dieser Platte handelte es sich um eine 10-Inch-Platte, die dritte des Labels in der 5000er Serie. Später veröffentlichte das Label die gleichen Titel und weiteres Material von diesen Sessions auf dem größeren 12-Inch-Format unter dem Titel The Amazing Bud Powell, Volume 1. Dabei handelte es sich um die dritte 12-Inch-LP des Labels mit Modern Jazz (1500er Serie). Die restlichen Stücke der Sessions erschienen auf dem nächsten Album des Labels, The Amazing Bud Powell, Volume 2 (BLP 1504).
Das Original-Album wurde so Teil einer locker verbundenen Reihe von Powell-Aufnahmen für Blue Note, wie die 1953 erschienenen LP The Amazing Bud Powell, Volume 2 und eine weitere LP von 1957, The Amazing Bud Powell, Volume 3: Bud!. Das Album Vol. 1 wurde 1989 remastert und in chronologischer Form wiederveröffentlicht, versehen mit zusätzlichen alternative takes; im Jahr 2001 in noch erweiterter Form. Die Aufnahmen sind auch in der Kompilation The Complete Blue Note and Roost Recordings, einer 4 CD-Box, enthalten.

## Die Titel

### LP-Ausgabe
- Bud Powell Trio (Curly Russell/Max Roach; 1. Mai 1951):

1. „Un Poco Loco“ (3 takes)
2. „It Could Happen to You“
3. „A Night at Tunisia“
4. „Parisian Thoroughfare“

- Bud Powell & The Modernists (mit Navarro/Rollins/Tommy Potter/Roy Haynes; 8. August 1949)

1. „Dance of the Infidels“
2. „52nd Street Theme“
3. „Wail“
4. „Bouncing with Bud“

- Bud Powell Trio (mit Tommy Potter/Roy Haynes; 8. August 1949)

1. „Ornithology“

- Die ursprüngliche LP The Amazing Bud Powell, Volume 2 umfasst neben den Titeln „Over the Rainbow“, „It Could Happen to You“, „You Go to My Head“, „Ornithology“ auch Trioaufnahmen vom 24. August 1953 mit dem Bassisten George Duvivier und dem Schlagzeuger Art Taylor.

### Wiederveröffentlichung von 1989
1. „Bouncing with Bud“ (Alternate Take #1)" (Gil Fuller, Powell) – 3:06
2. „Bouncing with Bud“ (Alternate Take #2)" (Fuller, Powell) – 3:14
3. „Bouncing with Bud“ (Fuller, Powell) – 3:03
4. „Wail“ (Alternate Take) – 2:43
5. „Wail“ – 2:43
6. „Dance of the Infidels“ (alternate take) – 2:51
7. „Dance of the Infidels“ – 2:54
8. „52nd Street Theme“ (Thelonious Monk) – 2:50
9. „You Go to My Head“ (J. Fred Coots, Haven Gillespie) – 3:15
10. „Ornithology“ (Benny Harris, Charlie Parker) – 2:23
11. „Ornithology“ (alternate take) (Harris, Parker) – 3:10
12. „Un Poco Loco“ (alternate take) – 3:50
13. „Un Poco Loco“ (alternate take) – 4:31
14. „Un Poco Loco“ – 4:45
15. „Over the Rainbow“ (Harold Arlen, E.Y. Harburg) – 2:57

### Erweiterte Version von 2001
1. „Bouncing with Bud“ (Fuller, Powell) – 3:04
2. „Wail“ – 3:06
3. „Dance of the Infidels“ – 2:53
4. „52nd Street Theme“ (Monk) – 2:49
5. „You Go to My Head“ (Coots, Gillespie) – 3:15
6. „Ornithology“ (Harris, Parker) – 2:23
7. „Bouncing with Bud“ (alternate take #1) (Fuller, Powell) – 3:06
8. „Bouncing with Bud“ (alternate take #2) (Fuller, Powell) – 3:15
9. „Wail“ (alternate take) – 2:41
10. „Dance of the Infidels“ (alternate take) – 2:50
11. „Ornithology“ (alternate take) (Harris, Parker) – 3:12
12. „Un Poco Loco“ – 4:46
13. „Over the Rainbow“ (Arlen, Harburg) – 2:58
14. „A Night in Tunisia“ (Dizzy Gillespie, Frank Paparelli) – 4:16
15. „It Could Happen to You“ (Johnny Burke, James Van Heusen) – 3:16
16. „Parisian Thoroughfare“ – 3:25
17. „Un Poco Loco“ (alternate take #1) – 3:49
18. „Un Poco Loco“ (alternate take #2) – 4:32
19. „A Night in Tunisia“ (alternate take) (Gillespie, Paparelli) – 3:52
20. „It Could Happen to You“ (alternate take) (Burke, VanHeusen) – 2:22

Alle anderen Titel wurden von Bud Powell komponiert.

### Produktion
- Michael Cuscuna – Produzent des Re-Issue
- Leonard Feather – Liner Notes der original-Ausgabe
- Doug Hawkins – Toningenieur
- John Hermansader – Cover Design
- Alfred Lion – Produzent der Original Session
- Ron McMaster – Mastering (Digital Transfer)
- Rudy Van Gelder – Mastering (Disc Transfer)
- Francis Wolff – Fotograf des Coverfotos